# Mesalazina
La mesalazina (INN, BAN), també coneguda com a mesalamina (USAN) o àcid 5-aminosalicílic (5-ASA), és un fàrmac antiinflamatori emprat per al tractament de malalties inflamatòries intestinals, com a la colitis ulcerosa i la malaltia de Crohn de lleu a moderada. Es tracta d'un aminosalicilat específic d'intestí que actua localment als budells, on fa les seves accions predominants, amb pocs efectes secundaris sistèmics.
Com a derivat de l'àcid salicílic, es creu que la mesalazina és també un antioxidant que segresta radicals lliures, que són subproductes del metabolisme potencialment perjudicials.
La mesalazina és la part activa d'un altre fàrmac, la sulfasalazina, que es metabolitza a sulfapiridina i mesalazina.

## Absorció
Els nivells màxims en plasma amb les formes d'alliberament retardat s'obtenen a les 5 hores de la ingesta. La recuperació en orina (44%) i en femta (35%) indica que la mesalazina està disponible per la seva acció local i sistèmica. En dejú, el pic de concentració plasmàtica s'obté a les 6 hores de la seva administració.
La via rectal (supositoris) presenta una biodisponibilitat del 13%, sent menor en el seu ús en forma d'escuma, ja que està concebuda per alliberar mesalazina directament al lloc on fa la seva acció, és a dir, al còlon i recte, sent baixos els nivells d'exposició sistèmica. En aquest sentit, aproximadament el 27% de la dosi administrada es dispersa fins al còlon descendent 4 hores després de l'administració rectal.

## Metabolisme i metabòlits
El principal mecanisme d'inactivació de la mesalazina és l'acetilació, procés localitzat al fetge i a la paret del còlon, independentment de l'estat de l'acetilador. El metabòlit obtingut és N-acetil 5-ASA, substància que té efecte terapèutic. Sembla que el procés d'acetilació és saturable, però a dosis terapèutiques ni la concentració plasmàtica màxima, ni l'àrea sota la corba de concentració plasmàtica enfront del temps per a 5-ASA mostra cap desviació de la linealitat de la dosi en estat d'equilibri.

## Excreció
Després de l'administració oral, la mesalazina s'elimina en un alt percentatge com a N-acetil 5-ASA, tant en orina com en femta. De fet, més del 90% del fàrmac detectat en l'orina està en forma de metabòlit. Després de l'administració rectal, el 5-ASA s'elimina principalment inalterat en femta.

## Farmacodinàmica: Mecanisme d'Acció.
Encara que es desconeix el mecanisme de l'acció antiinflamatòria del fàrmac, s'esgrimeixen diverses possibilitats:
- Inhibició de la síntesi de prostaglandines (via d'inhibició de la ciclooxigenasa), reduint la producció de prostaglandines inflamatòries.
- Inhibició de la síntesi de leucotriens quimiotàctics (via inhibició de la lipooxigenasa), reduint per tant la inflamació.
- Inhibició de la quimiotaxi de macròfags i neutròfils al teixit inflamat, evitant la progressió de la inflamació.

Les dades més recents suggereixen que la mesalazina és un antioxidant biològic i que la seva activitat està basada en la captació de  radicals lliures de l'oxigen. En aquesta activitat, la mesalazina es diferencia de la sulfasalazina, sulfapiridina, N-acetil-5-ASA (Ac-5-ASA) i altres salicilats.

## Ús clínic.

### Indicacions.
- Tractament de la fase aguda de la colitis ulcerosa de lleu a moderada.
- Tractament del manteniment de la remissió de la colitis ulcerosa (incloent-hi pacients que no toleren la salazopirina).
- Tractament de la fase aguda de la malaltia de Crohn i manteniment de la seva remissió.
- En la seva forma rectal està indicada per al tractament de la fase aguda de la proctitis i proctosigmoïditis i per al tractament de manteniment.

### Contraindicacions.
- Antecedents d'hipersensibilitat als salicilats o la sulfasalazina.
- Hipersensibilitat a algun dels excipients de les presentacions comercials, especialment disulfit de sodi i parabens.
- Úlcera duodenal o gàstrica
- Diàtesi hemorràgica.
- Pacients amb insuficiència hepàtica o renal greu: Especial control.

## Formulacions

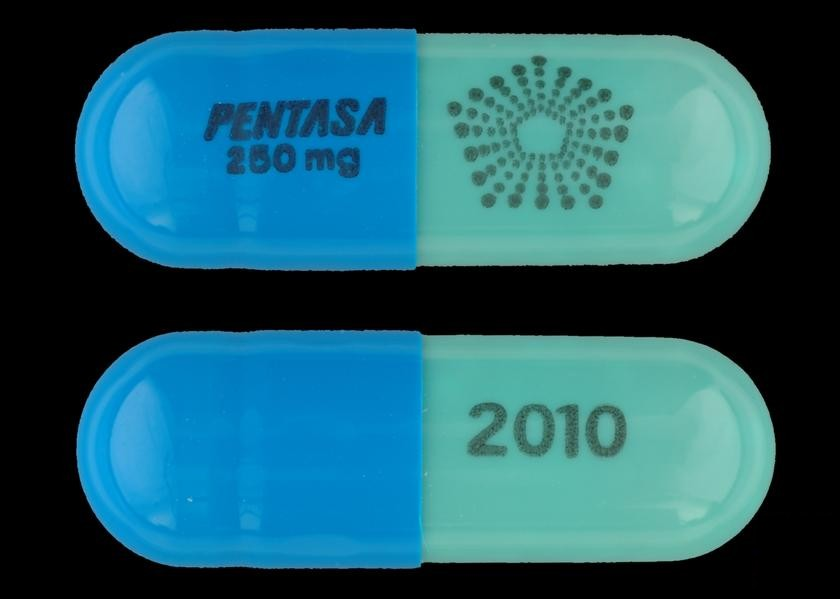
Càpsula de 250 mg de Pentasa

La mesalazina està formulada per a ingestió oral en forma de pastilles o grànuls, i per administració rectal en forma de supositoris, suspensions o enemes. Es comercialitza sota una gran varietat de noms: 
- Regne Unit: Asacol, Ipocal, Pentasa, Salofalk, Mezavant XL
- Irlanda: Asacolon, Pentasa, Salofalk, Mezavant XL
- França: Asacol, Pentasa, Mezavant
- Estats Units: Canasa, Rowasa, Pentasa, Asacol, Delzicol, Lialda, Apriso, Salofalk
- Espanya: Pentasa, Claversal, Lixacol, Mezavant, Salofalk
- Canadà: Asacol, Pentasa, Salofalk, Mezavant
- Índia: Mesacol (available as tablets, suppositories, enema), VEGAZ-OD.
- Mèxic: Salofalk
- Sèrbia: Salofalk
- Uruguai: Mesacron, Mesalazina
- Brasil: Mesalazina, Mesalazina Enema, Mesacol, Mesacol MNX, Asalit,
- Austràlia: Mesasal
- Egipte: Pentasa, Salofalk,Chron-asa 5, Pentasa, Pentasa Enema, Mesaneo